# ميغانوروبسيس
ميغانوروبسيس (Meganeuropsis) هو جنس منقرض من اليعسوبيات الضخمة ، والمعروف من أوائل العصر السسورالي لأمريكا الشمالية، ويمثل أكبر حشرة معروفة في كل العصور. كان Meganeuropsis موجودا خلال الحين الأرتينسكي من العصر البرمي ، 283.5-290.1 سنة. يتضمن الجنس نوعين موصوفين.
حكمت السماءَ قبل تطور التيروصورات، والطيور، والخفافيش. سجلها الأحفوري قصير جدًا، استمرت من أواخر العصر الكربوني إلى العصر البرمي المتأخر منذ ما يقرب من 247 إلى 317 مليون سنة. حشرات هذا الجنس كبيرة ومفترسة، والمعروف منها نوعان:
1. ⁦ (باللاتينية: Meganeuropsis permiana):

كما يوحي اسمُها فهي من العصر البرمي المبكر، وصف فرانك كاربنتر حفريات هذه الحشرة الضخمة في عام 1939م، وقد تم وصف جنسها علمياً على أساس حفرية أحادية الجناح غير مكتملة من إلمو بمقاطعة ديكنسُون. لا تزال هذه الحفريةُ معروضةً حتى الآن في متحف علم الحيوان المقارن بجامعة هارفارد.
1. ⁦ ميغانيروبرسيس أمريكي (باللاتينية: Meganeuropsis americana): وصف كاربنتَر هذا النوع على أساس حَفريةٍ من مدينة أوكلاهوما بعد بضع سنوات.

من خلالِ هذين الاكتشافين، وحساباتٍ أخرى قد أجريت، يقدر العُلماءُ أن الميجانيروبسيس كانت تمتلك جَسدًا يبلغ طوله حوالي 47 سنتيمتراً، ويبلغ طول جناحيه 75 سنتيمترا. يعتقد أن هذه الحشرات قد اكتسبت هذا الحجم الهائل بسبب ارتفاع مستويات غاز الأكسجين في الجو خلال العصر الكربوني، الأمر الذي سمح للعديد من اللافقاريات التي تعيش على الأرض بالحصول على أحجام ضخمة. لا تتنفس هذه الحشرات من خلال الرئتين، ولكن من خلال نظام من الفتحات التنفسية، وأنابيب القصبة الهوائية الضيقة، وقد تكون سهولة التنفس من الأسباب التي أدت إلى ضخامة أحجامها. كان للميغانيروبسيس عددٌ من الميزاتِ التي تشير إلى نمط حياتها، من بينها فَكَانِ بأسنانٍ قويةٍ للتعامل مع الفرائس الضخمة، عسيرة المنال، والفرائسِ المائية مثل الأسماك، واليرقات، والحشرات المائية. كان لديهم أيضا أطرافٌ أماميةٌ مدببةٌ، وشائكةٌ للغاية. كانت الميغانيوبرسيس نفسُها قد وقعت فريسةً لآكلاتِ اللحوم المعاصرة مثل الحيوانات المفترسة للزواحف، والبرمائيات، وكذلك أسماك القرش البدائية، والأسماك ذات الزعانف. انقرضت الميغانيوبرسيس في نهاية العصر البرمي، ضمن الانقراض الجماعي الذي قضى على أكثر من 90% من الحياة على الأرض.==مراجع==
1. ↑  Penney, D. and Jepson J. E. (2014): Fossil Insects: An introduction to palaeoentomology. Siri Scientific Press, 224 pages: page 79.